# Phare de Stenkyrkehuk
Le phare de Stenkyrkehuk (en suédois : Stenkyrkehuks fyr) est un phare situé sur l'île de Gotland, appartenant à l'unique commune de Gotland, dans le Comté de Gotland (Suède).

## Histoire
Le phare est localisé près de Lickershamn (en) au nord-ouest de Gotland. Il a été construit en 1885 pour compléter le phare du port de Visby qui était le seul établi sur la côte ouest. il est équipé d'une lentille de Fresnel de 3e ordre. Le phare a été électrifié et automatisé en 1960. Depuis, la lentille de Fresnel a été remplacé par une de 6e ordre avec une ampoule de 60 W, le phare n'ayant plus d'importance majeure.

## Description
Le phare  est une tour cylindrique en fonte de 15 mètres de haut, avec une galerie et une lanterne. Le phare est peint en blanc et le dôme de la lanterne est verdâtre. Son feu à occultations émet, à une hauteur focale de 42 mètres, deux éclats (blanc, rouge et vert) selon différents secteurs toutes les 12 secondes. Sa portée nominale est de 10 milles nautiques (environ 19 km) pour le feu blanc.
Identifiant : ARLHS : SWE-062 ; SV-4294 - Amirauté : C7246 - NGA : 98416 .

## Caractéristique dufeu maritime
Fréquence : 12 secondes (W-R-G)
- Lumière : 2 secondes
- Obscurité : 2 secondes
- Lumière : 2 secondes
- Obscurité : 6 secondes

|          |
| Le phare |

### Lien connexe
- Liste des phares de Suède